# Wagenhausen, Cochem-Zell
Wagenhausen là một đô thị thuộc huyện Cochem-Zell, bang Rheinland-Pfalz, Đức. Đô thị này có diện tích 1,8 ki-lô-mét vuông.